# Giovanni Ventura (poeta)
Giovanni Ventura (Milano, 6 luglio 1800 – Milano, 19 gennaio 1869) è stato un attore teatrale, drammaturgo, poeta in dialetto milanese e in italiano.

## Biografia
Nato all'epoca delle guerre napoleoniche, era figlio di un orologiaio. Non volle però seguire l'attività paterna ma fin dalla gioventù scelse di dedicarsi al teatro, come attore e come autore drammatico. Si fece dapprima scritturare come amoroso nella Compagnia reale sarda (dal 1827 al 1840), e successivamente passò come primo attore nella compagnia di Angelo Rosa. In seguito ebbe anche una compagnia propria, fino al 1852, anno in cui si ritirò dalle scene.
Spirito patriottico, nel 1848, dopo il ritorno degli Austriaci, lasciò la sua città, dove ritornò solo dopo la liberazione nel 1859. Fu amico personale di Cavour. A Torino succedette a Canova nell'Accademia Filodrammatica di Torino e successivamente fu maestro di declamazione all'Accademia Filarmonica Subalpina. Tornato a Milano, divenne maestro di declamazione all'Accademia dei Filodrammatici, dove formò ottimi allievi, e dalla quale si ritirò solo un anno prima della morte.
Numerose sono le sue poesie in dialetto milanese, e secondo Ferdinando Fontana, "quasi nessun poeta meneghino seppe esprimere con tanta dolcezza i sentimenti più affettuosi al pari del Ventura, come l'amicizia e la compassione pei deboli, pur fondendoli col più caustico sarcasmo per ogni sentimento gretto e col disprezzo, —diciamo la parola— coll'odio verso i prepotenti".
I suoi scritti, pubblicati parzialmente per la prima volta nel 1844, vennero raccolti nel 1859 con una prefazione di Achille Mauri. Un'edizione successiva, del 1875, ebbe invece la prefazione di Cletto Arrighi (Carlo Righetti).

## Opere
- Giovanni Ventura, Amor di figlio e avidità dell'oro. Novelletta in ottava rima milanese, Milano, Angelo Stanislao Brambilla, 1824 (22 pp.) 16°. (I. ed. 1819)
- Giovanni Ventura, Descolpa de Meneghin Tandoeuggia all'illustrissem N.N. Sestine milanesi, Milano, Brambilla 1819 in 8°
- Giovanni Ventura, Ona contra bosinada malapenna improvvisada contra vun che spuva amar perché i donn van col tabar, Milano, Brambilla 1820 in 16°
- Giovanni Ventura, Sopra el gran lambicament che se fa da tanta gent per cercà de fa danee tutt ognun del so mestee, Milano, Brambilla 1820 in 16°
- Giovanni Ventura, Noeuva bosinada sora el vin noeuv, Milano, Brambilla 1821 in 16°
- Giovanni Ventura, Alinda : leggenda di Giovanni Ventura, Torino : Tipografia di G. Pomba, 1832, 35 p.
- Giovanni Ventura, Ara bell'ara discesa cornara ossia il ravvedimento del Conte Tommaso Marino (dramma in 3 atti), Milano : Carlo Vermiglio cartolajo, 1833, 108 p.
- Carl'Ambroeus : versi milanesi di Giovanni Ventura attore drammatico, Milano : dalla tip. Guglielmini e Redaelli, 1840, 11 p. ; 21 cm.
- Giovanni Ventura, "L'invidia", nella Strenna teatrale di Regli, Milano 1837
- Poesie milanesi ed italiane di Giovanni Ventura, Firenze, Fumagalli, 1844, 141 p. (testo online)
- Giovanni Ventura, Rosmunda : tragedia storica in 5 atti composta di 50 versi cioè 10 per ciascun atto, Torino : Fodratti, 1845
- Giovanni Ventura, Nuova maniera d'intendere una scena delle più celebrate nella Divina Commedia di Dante, Torino : L'Unione Tipografico-Editrice Torinese, 1855, 19 p. (Estr. da: Rivista Enciclopedica Italiana, a.1., dispensa 4).
- Giovanni Ventura, Risposta alla obbiezioni fatte dal signor Nicolò Tommaseo alla nuova maniera d'intendere una scena delle più celebrate nella Divina Commedia di Dante, Torino : Tipografia Economica, 1856, 16 p. (Estr. da: Rivista Enciclopedica Italiana). - Ristampato in L'incompreso verso di Dante : pape Satan pape Satan aleppe spiegato dopo cinque secoli, e la nuova maniera di intendere una scena delle più celebrate della Divina commedia, Milano, Giuseppe Bernardoni, 1868, 75 pp.
- Giovanni Ventura, Poesie milanesi e italiane. Nuova ed. con ammende dell'autore ed aggiunte di parecchie composizioni, Milano : Francesco Vallardi, 1858, 227 p.
- Giovanni Ventura, Poesie scelte (introduzione di Angelo Ottolini), Milano : Cogliati, 1922, 131 p.